# Callas Forever
Cet article possède un paronyme, voir Callas.
Pour plus de détails, voir Fiche technique et Distribution.
Callas Forever (Callas, pour toujours...) est un film franco-italien réalisé par Franco Zeffirelli en 2001.

## Synopsis
La diva Maria Callas a la voix brisée. Un producteur lui propose d'être la vedette d'un film où elle incarne Carmen avec une voix doublée par ses enregistrements d'autrefois. Elle refuse tout d'abord cette idée, puis accepte, mais enfin demande à détruire le film.

## Fiche technique
- Titre original : Callas Forever
- Titre français : Callas, pour toujours...
- Réalisation : Franco Zeffirelli
- Scénario : Franco Zeffirelli et Martin Sherman, d'après une histoire originale de Franco Zeffirelli
- Direction artistique : Bruno Cesari
- Costumes : Anna Anni, Alberto Spiazzi, Alessandro Lai, Carlo Centolavigna
- Photographie : Ennio Guarnieri
- Son : Peter Lindsay
- Montage : Sean Barton
- Musique : Alessio Vlad
- Production : Riccardo Tozzi, Giovannella Zannoni
- Coproduction : Olivier Granier, Fabio Conversi, Clive Parsons, Francisco Ramos, Andrei Boncea
- Production associée : Pippo Pisciotto
- Production exécutive : Marco Chimenz, Giovanni Stabilini
- Sociétés de production : 
  -  Galfin, France 2 Cinéma et Babe Productions
  -  Medusa Film et Cattleya
- Sociétés de distribution :  BAC Films,  Medusa Film
- Pays :  Italie,  France,  Espagne,  Royaume-Uni et  Roumanie
- Langue originale : italien, français, anglais, espagnol
- Format : couleur — 35 mm — 1,85:1 — son Dolby
- Genre : Biopic, drame et romance
- Durée : 110 minutes
- Dates de sortie : 
  -  France : 18 septembre 2002
  -  Italie : 20 septembre 2002

## Distribution
- Fanny Ardant : Maria Callas
- Jeremy Irons (VF : Jean Barney) : Larry Kelly
- Joan Plowright : Sarah Keller
- Jay Rodan : Michael
- Gabriel Garko : Marco / Don José
- Justino Diaz : Scarpia
- Manuel de Blas : Esteban Gomez
- Jean Dalric : Gérard
- Anna Lelio : Bruna
- Stephen Billington : Brendan
- Alessandro Bertolucci : Marcello
- Olivier Galfione : Thierry
- Roberto Sanchez : Escamillo
- Achille Brugnini : Ferruccio
- Eugene Kohn : Eugene
- Maria del Mar Rivas : Frasquita
- Concha Lopez : Mercedes